# Elsa Vega Fernández
Elsa Carmen Vega Fernández (Lima, 1 de febrero de 1956) es una economista y político peruana. Fue congresista de la república durante el periodo 2000-2001.

## Biografía
Nació en la ciudad de Lima, el 1 de febrero de 1956.
Es egresada de la Universidad Inca Garcilaso de la Vega donde estudió la carrera de Economista y logró graduarse. También cuenta con un curso de Planeamiento y Dirección de Ventas en la Universidad del Pacífico.
Laboró como jefa del Programa de Subcontratación y Consorcios de la Promoción de la Pequeña y Micro Empresa (PROMPYME) y como directora del Ministerio de Justicia, de 1997 hasta 1998, durante el gobierno de Alberto Fujimori.

## Carrera política

### Congresista de la República
Para las elecciones parlamentarias del año 2000, Vega fue incluida en la lista de candidatos al Congreso de la República de la alianza fujimorista Perú 2000. Culminando los comicios, resultó elegida como congresista de la república para el periodo parlamentario 2000-2005.
En su labro congresal, fue presidenta de la Comisión de la Pequeña y Mico Empresa.
En noviembre del mismo año, ante la vacancia presidencial de Alberto Fujimori por su fuga a Japón y luego la transición de Valentín Paniagua como presidente interino, su cargo parlamentario fue reducido hasta julio del 2001. Luego, Vega intentó reelegirse en las elecciones parlamentarias por la coalición Solución Popular de Carlos Boloña, sin embargo, no resultó reelegida. Fue también candidata al Parlamento Andino en las elecciones del 2011 por Alianza por el Gran Cambio.